# Lilia Osterloh
Lilia Osterloh (Columbus, 7 aprile 1978) è un'ex tennista statunitense che ha cominciato la sua carriera nel 1997.

## Biografia
Afroamericana di Columbus, è alta 170 centimetri e durante la sua carriera pesava 60 chilogrammi.
Ha raggiunto la sua migliore posizione in classifica il 23 aprile 2001, occupando il quarantunesimo posto. Il suo miglior risultato in un Grande Slam è il quarto turno a Wimbledon 2000 e agli US Open nello stesso anno. Ha vinto tre tornei WTA in doppio. Nel 2000 ha vinto con Tamarine Tanasugarn a Shanghai, nel 2008 ha vinto con Marija Korytceva ad Auckland e nel 2010 ha trionfato insieme a Chang Kai-chen all'HP Open.
Nel 2013, due anni dopo essersi ritirata, ha conseguito la laurea in Relazioni Internazionali all'Università di Stanford. Parla inglese e tedesco.

## Statistiche

### Doppio

#### Vittorie (3)
| Legenda: Prima del 2009 | Legenda: Dal 2009     |
| ----------------------- | --------------------- |
| Grande Slam (0)         |                       |
| WTA Championships (0)   |                       |
| Tier I (0)              | Premier Mandatory (0) |
| Tier II (0)             | Premier 5 (0)         |
| Tier III (0)            | Premier (0)           |
| Tier IV & V (2)         | International (1)     |

| No. | Data            | Torneo                | Superficie | Compagna            | Avversarie in finale                      | Punteggio |
| 1.  | 16 ottobre 2000 | China Open, Shanghai  | Cemento    | Tamarine Tanasugarn | Rita Grande Meghann Shaughnessy           | 7–5, 6–1  |
| 2.  | 5 gennaio 2008  | ASB Classic, Auckland | Cemento    | Marija Korytceva    | Martina Müller Barbora Záhlavová-Strýcová | 6–3, 6–4  |
| 3.  | 17 ottobre 2010 | HP Open, Osaka        | Cemento    | Chang Kai-chen      | Shūko Aoyama Rika Fujiwara                | 6–0, 6–3  |

### Risultati in progressione
| Sigla | Risultato               |
| ----- | ----------------------- |
| V     | Vincitore               |
| F     | Finalista               |
| SF    | Semifinalista           |
| O     | Oro olimpico            |
| A     | Argento olimpico        |
| SF    | Bronzo olimpico         |
| QF    | Quarti di Finale        |
| 4T    | Quarto turno            |
| 3T    | Terzo turno             |
| 2T    | Secondo turno           |
| 1T    | Primo turno             |
| RR    | Round Robin             |
| LQ    | Turno di qualificazione |
| A     | Assente                 |
| ND    | Non disputato           |

| Legenda superfici    |
| -------------------- |
| Cemento              |
| Terra battuta        |
| Erba                 |
| Superficie variabile |

#### Singolare nei tornei del Grande Slam
| Torneo          | 1995 | 1996 | 1997 | 1998 | 1999 | 2000 | 2001 | 2002 | 2003 | 2004 | 2005 | 2006 | 2007 | 2008 | 2009 | 2010 | 2011 |
| --------------- | ---- | ---- | ---- | ---- | ---- | ---- | ---- | ---- | ---- | ---- | ---- | ---- | ---- | ---- | ---- | ---- | ---- |
| Australian Open | A    | A    | A    | A    | 1T   | 1T   | 1T   | 1T   | A    | A    | A    | A    | A    | 1T   | A    | A    | A    |
| Open di Francia | A    | A    | A    | A    | 2T   | 1T   | 1T   | 1T   | A    | A    | 1T   | A    | A    | 1T   | A    | A    | A    |
| Wimbledon       | A    | A    | A    | 1T   | 1T   | 4T   | 3T   | 1T   | 1T   | A    | 1T   | 1T   | A    | A    | A    | A    | A    |
| US Open         | A    | 2T   | 3T   | A    | 1T   | 4T   | 1T   | 1T   | A    | A    | A    | A    | A    | A    | A    | A    | A    |

#### Doppio nei tornei del Grande Slam
| Torneo          | 1995 | 1996 | 1997 | 1998 | 1999 | 2000 | 2001 | 2002 | 2003 | 2004 | 2005 | 2006 | 2007 | 2008 | 2009 | 2010 | 2011 |
| --------------- | ---- | ---- | ---- | ---- | ---- | ---- | ---- | ---- | ---- | ---- | ---- | ---- | ---- | ---- | ---- | ---- | ---- |
| Australian Open | A    | A    | A    | A    | 1T   | 1T   | 2T   | 1T   | A    | A    | A    | A    | A    | 1T   | A    | A    | A    |
| Open di Francia | A    | A    | A    | A    | 2T   | 1T   | 1T   | 1T   | A    | A    | A    | A    | A    | A    | A    | A    | A    |
| Wimbledon       | A    | A    | A    | 2T   | 2T   | 1T   | 1T   | 1T   | A    | A    | 1T   | 1T   | 1T   | A    | A    | A    | A    |
| US Open         | 1T   | 1T   | A    | 3T   | 2T   | 2T   | 1T   | A    | A    | 1T   | A    | 1T   | 1T   | A    | A    | A    | A    |

#### Doppio misto nei tornei del Grande Slam
| Torneo          | 1995 | 1996 | 1997 | 1998 | 1999 | 2000 | 2001 | 2002 | 2003 | 2004 | 2005 | 2006 | 2007 | 2008 | 2009 | 2010 | 2011 |
| --------------- | ---- | ---- | ---- | ---- | ---- | ---- | ---- | ---- | ---- | ---- | ---- | ---- | ---- | ---- | ---- | ---- | ---- |
| Australian Open | A    | A    | A    | A    | A    | A    | A    | A    | A    | A    | A    | A    | A    | A    | A    | A    | A    |
| Open di Francia | A    | A    | A    | A    | 2T   | A    | A    | A    | A    | A    | A    | A    | A    | A    | A    | A    | A    |
| Wimbledon       | A    | A    | A    | A    | 1T   | A    | 1T   | A    | A    | A    | A    | A    | A    | A    | A    | A    | A    |
| US Open         | A    | A    | 1T   | A    | QF   | 2T   | A    | A    | A    | A    | 1T   | A    | A    | A    | A    | A    | A    |